# Montbouy
Montbouy is een gemeente in het Franse departement Loiret (regio Centre-Val de Loire) en telt 688 inwoners (1999). De plaats maakt deel uit van het arrondissement Montargis.

## Geschiedenis en erfgoed
In de oudheid lag hier een nederzetting met een heiligdom gebouwd rond een bron. In de tweede eeuw werd er een amfitheater gebouwd dat plaats bood aan ongeveer 4.000 mensen. De cavea, de tribune, liepen niet helemaal rond de arena, maar enkel rond een derde van het geheel. De plaats werd in de vierde eeuw verlaten.
De parochiekerk Notre-Dame et Saint-Blaise werd gebouwd in de elfde eeuw. Het romaanse portaal is beschermd als monument historique. In de twaalfde eeuw werd er bij Montbouy een commanderij van de hospitaalridders gebouwd.
Aan het begin van de zeventiende eeuw werd het Canal de Briare gegraven.

## Geografie
De oppervlakte van Montbouy bedraagt 26,2 km², de bevolkingsdichtheid is 26,3 inwoners per km². De Loing stroomt door de gemeente.
De onderstaande kaart toont de ligging van Montbouy met de belangrijkste infrastructuur en aangrenzende gemeenten.

## Demografie
Onderstaande figuur toont het verloop van het inwonertal (bron: INSEE-tellingen).